# Catch
Catch är ett svenskt snusmärke. Portionssnus. Tillverkas av Swedish Match.
Vanligtvis finns dessa i olika smaker, såsom lakrits, eucalyptus, svarta vinbär med mentol och kaffe i kombination med vanilj.